# Quatuor pour la fin du Temps
Le Quatuor pour la fin du Temps est une œuvre musicale en huit mouvements d'Olivier Messiaen écrite pour violon, violoncelle, clarinette et piano. Cependant, les quatre instruments ne jouent véritablement ensemble que dans quatre mouvements.
Il a été inspiré par l'Apocalypse de Saint Jean et composé en hommage à l'ange annonciateur de la fin des temps,. L'œuvre est composée de huit parties et sa durée d'exécution est d'environ cinquante minutes. Olivier Messiaen explique lui-même : « Sept est le nombre parfait, la création de six jours sanctifiée par le sabbat divin ; le sept de ce repos se prolonge dans l'éternité et devient le huit de la lumière indéfectible, de l'inaltérable paix. » . Les parties I, II, VI et VII sont entièrement originales, les autres étant l'adaptation de pièces plus anciennes.

## Historique
Le quatuor a été écrit en détention au Stalag VIII-A, à Görlitz (situé sur la frontière actuelle germano-polonaise) en 1940, endroit où étaient détenus Messiaen et Étienne Pasquier depuis le 20 juin 1940. Il y fut présenté pour la première fois le 15 janvier 1941 par Étienne Pasquier au violoncelle, Jean Le Boulaire au violon, Henri Akoka à la clarinette et Olivier Messiaen lui-même au piano devant un auditoire de 400 personnes,.
Près de six mois plus tard, les musiciens ont été libérés et rapatriés en France. Étienne Pasquier et Olivier Messiaen rejouèrent l'œuvre peu après au théâtre des Mathurins à Paris, avec, cette fois-ci, André Vacellier à la clarinette (Akoka devant fuir les persécutions anti-juives) et Jean Pasquier au violon. Le premier enregistrement au disque de l'œuvre a été réalisé par ces mêmes interprètes.

## Analyse et mouvements du quatuor
Inspiré par l'annonce de l'Ange de l'Apocalypse (« Il n'y aura plus de temps »), Messiaen perçoit ce temps comme le temps musical, avec toutes ses possibilités d'organisation, c'est-à-dire le rythme, qui est au centre des recherches du compositeur. Ce quatuor est ainsi « la première œuvre où les problèmes nouveaux de structures rythmiques sont posés, et en particulier : élimination des temps égaux, avènement des valeurs irrationnelles, valeurs ajoutées, pédales rythmiques, rythmes augmentés et diminués, et rythmes non rétrogradables. » Par ailleurs, Messiaen use aussi de rythmes grecs et hindous, de chants d'oiseaux, de transposition musicale de couleurs, pour commenter musicalement sa pensée théologique.

### I. Liturgie de cristal
« Entre trois et quatre heures du matin, le réveil des oiseaux : un merle ou un rossignol soliste improvise, entouré de poussières sonores, d'un halo de trilles perdus très haut dans les arbres. Transposez cela sur le plan religieux, vous aurez le silence harmonieux du ciel. »

— Olivier Messiaen
Le chant est joué par la clarinette, dans un environnement sonore en partie indépendante des trois autres instruments (violon, violoncelle et piano). La clarinette imite un merle, tandis que le violon reprend le chant d'un rossignol.

### II. Vocalise, pour l'Ange qui annonce la fin du temps
Ce mouvement est joué par le quatuor au complet. La clarinette n'intervient qu'au début et à la coda. Ce mouvement, du moins dans sa partie centrale pour les trois autres instruments, cherche des harmonies originales d'accords successifs.

« Les première et troisième parties (très courtes) évoquent la puissance de cet Ange fort, coiffé d'arc-en-ciel et revêtu de nuée, qui pose un pied sur la mer et un pied sur la terre. Le “milieu”, ce sont les harmonies impalpables du ciel. Au piano, cascades douces d'accords bleu-orange, entourant de leur carillon lointain la mélopée quasi plain-chantesque des violon et violoncelle. »

— Olivier Messiaen

### III. Abîme des oiseaux
Ce mouvement, d'une grande difficulté technique, est joué par la clarinette en solo. Il a été écrit précédemment pour Henri Akoka et inclus secondairement dans l'œuvre.

« L'abîme, c'est le Temps, avec ses tristesses, ses lassitudes. Les oiseaux, c'est le contraire du Temps ; c'est notre désir de lumière, d'étoiles, d'arcs-en-ciel et de jubilantes vocalises ! »

— Olivier Messiaen

### IV. Intermède
Ce mouvement, un « scherzo de caractère plus extérieur que les autres mouvements », réunit le violon, le violoncelle et la clarinette. C'est le plus académique des huit.

« Scherzo, de caractère plus extérieur que les autres mouvements, mais rattaché à eux, cependant, par quelques "rappels" mélodiques. »

— Olivier Messiaen

### V. Louange à l'Éternité de Jésus
Ce mouvement très lent réunit le violoncelle et le piano dans un chant infiniment lent, extatique au violoncelle, souligné par des accords répétés au piano. Dans les moments « calmes » on peut sentir un système presque tonal. Ce mouvement est un arrangement d'une pièce antérieure, « Oraison », extraite de Fête des belles eaux pour six Ondes Martenot, œuvre créée pour l'Exposition universelle de 1937.

« Jésus est ici considéré en tant que Verbe. Une grande phrase, infiniment lente, du violoncelle, magnifie avec amour et révérence l'éternité de ce Verbe puissant et doux [...] Majestueusement, la mélodie s'étale, en une sorte de lointain tendre et souverain. »

— Olivier Messiaen

### VI. Danse de la fureur, pour les sept trompettes
Les quatre instruments jouent à l'unisson un mouvement d'une grande rigueur rythmique, sans doute le plus caractéristique de la série.
Il s'agit là de la seule allusion de toute l'œuvre à l'aspect de cataclysme du Jugement dernier. Ce mouvement s'achève sur un quadruple fortissimo qui produit un effet terrifiant.

« Rythmiquement, le morceau le plus caractéristique de la série. Les quatre instruments à l’unisson affectent des allures de gongs et trompettes (les six premières trompettes de l’Apocalypse suivies de catastrophes diverses, la trompette du septième ange annonçant consommation du mystère de Dieu). Emploi de la valeur ajoutée, des rythmes augmentés ou diminués, des rythmes non rétrogradables. Musique de pierre, formidable granit sonore ; irrésistible mouvement d’acier, d’énormes blocs de fureur pourpre, d’ivresse glacée. Ecoutez surtout le terrible fortissimo du thème par augmentation et changement de registre de ses différentes notes, vers la fin du morceau. »

— Olivier Messiaen

### VII. Fouillis d'arcs-en-ciel, pour l'Ange qui annonce la fin du temps
Ce mouvement pour les quatre instruments est le pendant du deuxième (Vocalise) et est construit sur le même schéma.

« Reviennent ici certains passages du second mouvement. L’Ange plein de force apparaît, et surtout l’arc-en-ciel qui le couvre (l’arc-en-ciel, symbole de paix, de sagesse, et de toute vibration lumineuse et sonore). – Dans mes rêves, j’entends et vois accords et mélodies classés, couleurs et formes connues ; puis, après ce stade transitoire, je passe dans l’irréel et subis avec extase un tournoiement, une compénétration giratoire de sons et couleurs surhumains. Ces épées de feu, ces coulées de lave bleu-orange, ces brusques étoiles : voilà le fouillis, voilà les arcs-en-ciel ! »

— Olivier Messiaen

### VIII. Louange à l'Immortalité de Jésus
Ce mouvement est le pendant du cinquième (Louange à l'Éternité) avec le violon tenant le rôle de soliste accompagné du seul piano. Il s'agit de la transcription d'un mouvement du Diptyque pour orgue de 1930.

« Cette deuxième louange s'adresse plus spécialement au second aspect de Jésus, à Jésus-Homme, au Verbe fait chair, ressuscité immortel pour nous communiquer sa vie. Elle est tout amour. Sa lente montée vers l'extrême aigu, c'est l'ascension de l'homme vers son Dieu, de l'enfant de Dieu vers son Père, de la créature divinisée vers le Paradis. »

— Olivier Messiaen